# Personenalarmsysteem
Een personenalarmsysteem, valalarm of ouderenalarm is een klein kastje, meestal geplaatst naast de telefoon of aan de wand, met een alarmknop waarmee via de telefoonaansluiting een verbinding kan worden gelegd met een aantal door de gebruiker vooraf gekozen telefoonnummers. Het is mogelijk om een knop of een trekkoord toe te voegen waarmee de gebruiker ook alarm kan slaan. Met deze relatief goedkope variant kan geen spreek-luisterverbinding worden gemaakt.
Er zijn ook systemen, waarbij gebruik wordt gemaakt van het televisiekabel systeem of die geheel zelfstandig werken met een eigen zend- en ontvangstsysteem. 
Een personenalarmsysteem kan ter beschikking worden gesteld aan mensen die behoefte hebben aan een oproepsysteem voor noodgevallen. Hierbij kan gedacht worden aan vallen of onwel worden. Het doel van het systeem is om snel hulp te kunnen bieden in dergelijke noodsituaties.

## Werking
De aansturing van deze systemen (met uitzondering van het trekkoordsysteem) gebeurt door middel van een drukknop op het alarmtoestel of via een separate alarmknop die op het lichaam wordt gedragen. Met het indrukken van een van deze knoppen treedt automatisch het alarmtoestel in werking en wordt de verbinding tot stand gebracht met de alarmcentrale.